# Зеленокумск
Зеленокумск (на руски: Зеленоку̀мск) е град в Ставрополски край, Русия. Река Кума минава през града. Населението на града към 1 януари 2018 година е 35 501 души.
Зеленокумск е оснван през 1762 г. като село с името Воронцово-Александровское. През 1963 г. получава статут на селище от градски тип и новото име Советское. През 1965 г. получава статут на град и сегашно си име.